# Mniobia incurata
Mniobia incurata är en hjuldjursart som beskrevs av Rudescu 1960. Mniobia incurata ingår i släktet Mniobia och familjen Philodinidae. Inga underarter finns listade i Catalogue of Life.